# Naruto Shippuden - Il film: La torre perduta
Naruto Shippuden - Il film: La torre perduta (劇場版 NARUTO 疾風伝 火の意志を継ぐ者?, Gekijōban Naruto Shippūden: Za rosuto tawā) è un film del 2010 diretto da Masahiko Murata. È il settimo lungometraggio anime basato sulla serie manga Naruto di Masashi Kishimoto, e il quarto legato alla serie TV Naruto Shippuden. Venne distribuito in Giappone dalla Toho il 31 luglio 2010. La canzone dei titoli di coda "If", eseguita da Kana Nishino, fu pubblicata in un singolo da Sony Music Entertainment il 4 agosto successivo.
Al film è stato abbinato un cortometraggio comico dal titolo Naruto e il genio della lampada, ambientato prima dell'abbandono del Team 7 da parte di Sasuke. Nel corto, Naruto e i suoi amici si sfidano per il possesso di una bottiglia contenente un genio.

## Trama
Naruto Uzumaki, Sakura Haruno, Yamato e Sai sono in missione nelle rovine millenarie della città deserta di Loran per catturare Mukade, un ninja traditore che intende dominare il mondo dei ninja con il potere della Vena del Drago, un antico chakra che scorre nelle profondità sotterranee. Dopo che i ninja della Foglia combattono contro le sue marionette usando delle lame di chakra, Mukade rompe il sigillo creato da Minato Namikaze per liberare il potere della Vena del Drago, creando una luce che avvolge Naruto e Yamato prima che Sai e Sakura fuggano su un uccello d'inchiostro.
Naruto e Yamato vengono inviati vent'anni indietro nel tempo. Quando Naruto si risveglia incontra la regina di Loran, Sara. Successivamente viene rivelato che Mukade era invece tornato 26 anni indietro nel tempo e, dopo aver cambiato il suo nome in Anrokuzan, era diventato primo ministro di Loran e aveva ucciso la madre di Sara, Seramu. Naruto decide di proteggere Sara dopo che Anrokuzan rapisce dei cittadini e, grazie alla Vena del Drago, evoca delle marionette ninja. Ad aiutare Naruto saranno suo padre Minato (della cui identità il ragazzo è all'oscuro), Shibi Aburame, Choza Akimichi e Kakashi Hatake, in missione per fermare Anrokuzan.
Anrokuzan utilizza le parti della torre per diventare una gigantesca marionetta. Mentre Sara salva i cittadini, Minato e Naruto combinano il loro chakra creando il Super Rasengan Concatenato. Dopo che Sara ha chiuso la Vena del Drago, Minato espone il punto debole di Anrokuzan e Naruto lo distrugge. Yamato e Kakashi salvano Naruto e Sara, dopodiché Minato usa il suo kunai per sigillare il potere. Mentre gli eroi svaniscono dal passato, Minato cancella tutti i loro ricordi per mantenere la storia immutata.
Sakura e Sai si riuniscono con Naruto e Yamato nel presente. Mentre stanno per lasciare le rovine, incontrano la figlia della regina Sara, che possiede la lama di chakra che Naruto aveva dato alla madre nel passato. La ragazza dice a Naruto che l'arma era stata regalata a Sara "da un eroe in una specie di sogno". Naruto si accorge che si tratta di una lama di Konoha e che la sua non è più nel fodero, e rimane sbalordito.

## Distribuzione

### Data di uscita
Le date di uscita internazionali sono state:
- 31 luglio 2010 in Giappone
- 2 dicembre in Corea del Sud
- 24 dicembre a Taiwan (火影忍者疾風傳劇場版：失落之塔)
- 3 marzo 2011 a Hong Kong
- 22 giugno 2015 in Italia

### Edizione italiana
Il doppiaggio italiano fu eseguito dalla Logos e diretto da Pino Pirovano, anche autore dei dialoghi. I personaggi di Kakashi, Shizune, Asuma Sarutobi e Gai Maito hanno doppiatori differenti dal solito poiché vengono raffigurati in età giovanile.

### Edizioni home video
Il film fu distribuito in DVD-Video in Giappone il 27 aprile 2011, anche in edizione limitata con due CD extra. mentre in Italia fu pubblicato in DVD e Blu-ray Disc dalla CG Entertainment il 22 settembre 2015. Sia le edizioni home video giapponesi che quelle italiane includono il cortometraggio come extra.

## Accoglienza

### Incassi
Il film incassò 1,03 miliardi di yen nei cinema giapponesi e un totale di 8 453 188 dollari nei cinema asiatici, mentre in Italia (dove fu proiettato per un solo giorno) incassò 14 637 euro.

## Altri media
Il 2 agosto 2010 la Shūeisha pubblicò in Giappone, nella collana Jump J Books, la novellizzazione del film, scritta da Masatoshi Kusakabe.